# クリサス川の戦い
クリサス川の戦いは、シケリア戦争中の紀元前392年に発生した、カルタゴ軍と、ギリシア・シケル連合軍の戦い。カルタゴ軍の指揮官はマゴであり、シュラクサイ（現在のシラクサ）の僭主ディオニュシオス1世が率いるギリシア軍をアギリオン（現在のアジーラ）の僭主アギリスが率いるシケル軍が支援した。マゴは紀元前393年にアバカエヌムの戦いでディオニュシオスに敗れたが、シケリアにおけるカルタゴ勢力は影響を受けてはいなかった。紀元前392年、カルタゴ本国からの増援を受けたマゴは、シケリア内陸部のディオニュシオスと同盟したシケル人都市の攻撃のために軍を進めた。カルタゴ軍がクリサス川（現在のディッタイノ川（en））の近くに野営地を設営すると、シケル兵はカルタゴ軍の補給線に対する嫌がらせ攻撃をかけ、カルタゴ軍には補給不足が生じた。他方、ディオニュシオスは数に勝るカルタゴ軍との会戦を回避したため、決戦を求めるギリシア兵は離反してしまった。このため、マゴとディオニュシオスは平和条約の締結に合意し、カルタゴはハリカス川（現在のプラティーニ川（en））以西の占領を認められ、ディオニュシオスにはシケル人領域の支配権が認められた。この条約は紀元前383年にディオニュシオスがカルタゴ領を攻撃したために破られた。

## 背景
ディオニュシオスは紀元前398年に、カルタゴ領モティア（現在のマルサーラのサン・パンタレオ島）を攻撃した。彼自身が能動的にカルタゴ領を攻撃したのはこれが始めてであるが、その後紀元前368年まで4回にわたってカルタゴと戦うことになる.。このモティア包囲戦にディオニュシオスは勝利したが、翌紀元前397年にはヒミルコが陸軍50,000、三段櫂船400、輸送船600でシケリアに戻りパノルムス（減税のパレルモ）に上陸した。
ここで現地兵30,000を加えたヒミルコはまずモティアを奪回し、続いてシュラクサイ軍が包囲していたセゲスタに向かった。ディオニュシオスは数に勝るカルタゴ軍との戦闘を避けてシュラクサイに撤退した。ヒミルコは一旦パノルムスに戻ると、守備兵を残してリパラ（現在のリーパリ）に向かい、そこで30タレントを献上金として出させた。続いてメッセネ（現在のメッシーナ）付近に上陸すると、艦隊を用いて海側から奇襲を行いメッセネを占領・破壊した（メッセネの戦い）。メッセネの押さえとして、ヒミルコはタウロメニオン（現在のタオルミーナ）を建設し、そこに同盟するシケル人を入植させると、カルタゴ軍は南のカタナ（現在のカターニア）に向かった。ディオニュシオスもまた自軍をカタナに向けたが、弟のレプティネス率いる海軍の拙速な攻撃より、シュラクサイ海軍はカルタゴ海軍に大敗北を喫した（カタナ沖の海戦）。紀元前397年秋に、ヒミルコはシュラクサイの包囲を開始した。しかし翌年夏になるとカルタゴ軍にペストが蔓延し、多くの兵を失った。この機会を捉えたディオニュシオスはカルタゴ軍に夜襲をかけ撃破した。ヒミルコはディオニュシオスと秘密裏に交渉し、カルタゴ市民兵のみを率いて帰国した。取り残されたカルタゴ兵の内、シケル兵は脱出して故郷に戻り、イベリア兵はディオニュシオスの傭兵となったが、リビュア兵は奴隷とされた（第一次シュラクサイ包囲戦）。

## 紀元前396年-紀元前392年のシケリア
紀元前405年の平和条約でカルタゴの支配下となっていたシケリアのギリシア都市は、紀元前398年にディオニュシオスがモティアを攻撃するとカルタゴに反乱し、ディオニュシオス軍に加わっていた。カタナ沖の海戦での敗戦の後、ギリシア人兵士達は陸戦でカルタゴ軍と決戦することを望んだが、ディオニュシオスはシュラクサイでの篭城戦を選んだ（第一次シュラクサイ包囲戦）。このため、ギリシア兵は自身の都市に戻ってしまった。シケル人も一時はディオニュシオスに従っていたが、タウロメニオンの建設後はカルタゴ側につき、シュラクサイを囲むヒミルコに兵を提供した。

### カルタゴの問題
ヒミルコが傭兵達を見捨ててカルタゴに帰還したことは、カルタゴ市民およびアフリカのカルタゴ領住民には納得されなかった。104人から成る元老院は非難はしなかったものの、敗北したカルタゴ軍将軍の例に習い、ヒミルコは自決した。彼は公的にこの敗北の全ての責任を負い、ぼろをまとって市内の全ての寺院を訪れて許しを請い、最後は自宅で絶食して死亡した。この後、カルタゴの神々へ生贄をささげたにもかかわらず、ペストがアフリカに流行し、カルタゴの国力は弱まった。さらには、シケリアで家族が見捨てられたことに不満を持つリビュア人が反乱した。リビュア人は70,000からなる陸軍を組織してカルタゴを包囲した。
カタナ沖の海戦の勝者であるマゴがカルタゴ軍の司令官となった。新たに傭兵を雇用するには時間も費用もかかったため、カルタゴ市民を武装させ城壁を守備させ、カルタゴ海軍が補給を担った。マゴは賄賂や他の手段を講じて反乱を終結させた。

#### シケリアのマゴ
カルタゴの安全を確保すると、マゴは続いてシケリアへと向かった。ディオニュシオスは紀元前396年にカルタゴ人都市であるソルス（現在のサンタ・フラーヴィアのソルントゥム遺跡）を略奪していた。シケリア西部にはヒミルコが残していった守備兵はいたが、カルタゴ政府はマゴに対して追加の兵力を送らなかった（または送れなかった）ため、手持ちの兵で対処するしかなかった。ただディオニュシオスがシュラクサイ包囲戦の終了後直ちにシケリア西部のカルタゴ領を攻撃しなかったため、カルタゴにも時間的余裕があった。シケリア西部のエリミ人は戦争開始以来カルタゴを支持しており、シケリア・ギリシア人とシカニ人もマゴのカルタゴ到着を脅かすことなく、シケル人も敵対的ではなかった。
マゴは失われた領土を回復する代わりに、以前の立場に関わらず、ギリシア人、シカニ人、シケル人およびシケリア・カルタゴ人に協調と友好を求めた。多くのギリシア都市はディオニュシオスの二枚舌と拡張主義の犠牲となっており（ディオニュシオスはナクソス（現在のジャルディーニ＝ナクソス）、レオンティノイ（現在のレンティーニ）、カタナ（現在のカターニア）といったギリシア都市を破壊して市民を追放していた）、カルタゴの支配下に入ることを望むものもあった。
カルタゴはアクラガス、ゲラおよびカメリア難民に再入植を認め、マゴは友好政策を推し進めた。カルタゴは、ナクソス、レオンティノイ、カタナの難民、さらにはシケル人とシカニ人にもカルタゴ領への入植を認めた。またディオニュシオスの脅威にさらされているシケル人とは同盟を結び、カルタゴの厳しい支配のため一旦はカルタゴ側から離反したギリシア都市は、このマゴの姿勢とディオニュシオスの脅威のため、それまでの親シュラクサイから中立に立場を変えた。この平和政策は、ディオニュシオスがタウロメニオンを攻撃した紀元前394年まで続いた。

### シュラクサイ：ディオニュシオス権力を再確立
シュラクサイ包囲戦後には正式な講和条約が結ばれていなかったにもかかわらず、ディオニュシオスはシケリアのカルタゴ領に直ちに兵を進めることはしなかった。戦争は多額の費用を要し、おそらく軍資金が不足していたと思われる。加えて、傭兵の反乱に対処せねばならず、さらにはカルタゴとの戦争の終結は彼自身の政治生命の終わりとなる可能性があった。まずはシュラクサイの安全を確保し、さらに傭兵にレオンティノイへの入植を認めて反乱を沈静化した後に、ディオニュシオスはシケリア東部での覇権確立を開始した。

### ギリシア都市への再入植
カルタゴによるメッセネの破壊は（カルタゴ自身がメッセネを支配しなかったため）、反ディオニュシオスのギリシア都市であるレギオン（現在のレッジョ・ディ・カラブリア）がメッシーナ海峡の支配権を獲得することを意味し、カルタゴはレギオンと同盟し北方からシュラクサイを脅かすことが出来るようになった。これに対抗するため、ディオニュシオスはメッセネにロクリから1,000人、メドマ（en、現在のロザルノ）から4,000人の入植者を受け入れてこれを再建した。またギリシア本土のメッセネ（en、現在のメッシニア県メシニ）からも幾らかを受け入れたが、スパルタがこれに反対したため彼らは後にティンダリス（en）に移された。メッセネの元々の住民もティンダリスに入植させた。ティンダリスは紀元前395年にディオニュシオスがシケル人都市であるアバカエヌムに土地を割譲させて建設した都市であるが、最終的には5,000人の人口となった。メッセネの再建とディンダリスの建設により、ディオニュシオスはシケリアの北西部の安全を確保した。レギオンはディオニュシオスがメッセネをレギオン攻撃の基地として使うことを恐れ、メッセネとティンダリスの間にミラエ（現在のミラッツォ）を建設し、ナクソスとカタナの難民を入植させたが、紀元前394年にメッセネはレギオンの攻撃を跳ね返し、ミラエを占領した。

## 対シケル作戦
メッセネでの処置が完了すると。ディオニュシオスはスメネオウス（位置不明）とモルガンティナ（現在のアイドーネ）を占領し、カルタゴ領のソルスとシケル人都市のケファロイディオン（現在のチェファル）は裏切られた。シケル人都市のエンナは略奪され、戦利品によってシュラクサイの国庫は富んだ 。シュラクサイの領土は今やアギリオンとの境界にまで広がった。

### シケル人同盟都市
アギリオンの僭主アギリスは冷酷な男であり、アギリオンの富裕な市民を殺害して自身の富を増やしていた。市民兵20,000と都市周辺の要塞は、シケリアにおいてはディオニュシオスに次ぐものであった。さらに、紀元前403年には、カルタゴがディオニュシオス救援のために派遣したカンパニア傭兵を支援しており、ディオニュシオスには個人的な負い目があった。ディオニュシオスはアギリスとケントリパ（現在のチェントゥーリペ）の僭主ダモンとは対立しないことにし、アギリオン、ケントリパに加え、シケル人都市であるヘルビタ、アソロス（現在のアッソロ。この都市は紀元前397年にタウロメニオンが建設された後でもディオニュシオスに忠実であった）およびヘルベッススと同盟を結ぶことにした。これによりシュラクサイから見てシケリア中央部に緩衝地帯ができることとなった。この緩衝地帯を設けた後、ディオニュシオスは紀元前394年の冬にタウロメニオンを包囲した。タウロメニオンのシケル兵はディオニュシオスの夜襲を撃退し、ディオニュシオスは包囲を解いてシュラクサイに引き上げた。続いてディオニュシオスは海を越えてレギオンを攻撃したが失敗した。ディオニュシオスはレギオンがカルタゴ軍に加わらないように条約を結び、シケリアに戻った。

### 紀元前393年のマゴの動き
カルタゴは常備陸軍を持たないため、軍の編成には時間がかかり、マゴはカルタゴ本国からの援軍を待つ時間はなかった。マゴはシケリアで召集可能なあらゆる兵を用いて軍を編成し、メッセネへ向けて進軍した。タウロメニオンでの敗北後、メッセネのディオニュシオス支援者は追放されていた。ディオニュシオスはカルタゴ軍がアバカエヌム領を離れる前にこれを捕捉し、アバカエヌム近郊で野戦となった。戦闘の詳細は不明だが、カルタゴ軍は8,000を失うという大敗北を喫した。しかしこの敗北でカルタゴのシケリアにおける勢力は弱まらなかった。カルタゴはマゴに増援軍を送り、次の戦闘の準備が整った。

## 両軍兵力
ヒミルコは紀元前397年のシケリア遠征の際に、陸軍50,000、三段櫂船400、輸送船600を率いていたが、その多くをシュラクサイ包囲戦で失った。紀元前393年にマゴが率いた兵力は、アバカエウムで8,000を失ったということ以外は不明である。その後カルタゴ本国からの増援を受け、紀元前392年のマゴの兵力は80,000となった。兵はアフリカ、サルディニアおよびカンパニアから集められた。イベリア兵に関しては記録がなく、おそらくはレオンティノイとシュラクサイ陸軍におけるイベリア兵の存在が、カルタゴにイベリア兵を募集することを躊躇させたと思われる。マゴの兵力はおそらくは2倍程度に誇張されていると思われるが、それでもギリシア軍よりは多かった。
ディオニュシオスが紀元前398年にモティア攻撃に率いた兵力は歩兵40,000と騎兵3,000であり、市民兵と傭兵の混成軍であった（少なくとも傭兵は10,000以上と推定される）。これに途中でギリシア人、シケル人、シカニ人の志願兵40,000が加わった。紀元前397年にカタナに向かった際の兵力は歩兵30,000、騎兵3,000であり、多数の傭兵を雇用するには資金が不足していたと思われ、軍の一部はシュラクサイ市民が担っていた。紀元前392年における兵力は20,000であったが、おそらくはシュラクサイ領土に守備兵を残したのと、資金不足により大量の傭兵の雇用ができず、大軍が編成できなかったと思われる。シケル兵20,000がこれを支援した。

### カルタゴ軍の編成
リビュア人は重装歩兵と軽歩兵を提供したが、最も訓練された兵士であった。重装歩兵は密集隊形で戦い、長槍と円形盾を持ち、兜とリネン製の胸甲を着用していた。リビュア軽歩兵の武器は投槍で、小さな盾を持っていた。カンパニア人、サルディニア人、シケル人、ガリア人は自身の伝統的な装備で戦ったが、カルタゴが装備を提供することもあった。シケル人等シケリアで加わった兵はギリシア式の重装歩兵であった。今回のマゴの軍にはイベリア兵はいなかった。
リビュア人、カルタゴ市民、リビュア・カルタゴ人（北アフリカ殖民都市のカルタゴ人）は、良く訓練された騎兵も提供した。これら騎兵は槍と円形の盾を装備していた。ヌミディアは優秀な軽騎兵を提供した。ヌミディア軽騎兵は軽量の投槍を数本持ち、また手綱も鞍も用いず自由に馬を操ることができた。イベリア人とガリア人もまた騎兵を提供したが、主な戦術は突撃であった。カルタゴ軍は戦象は用いず、マゴの軍に戦車があったかも記録はない。カルタゴ人の士官が全体の指揮を執ったが、各部隊の指揮官はそれぞれの部族長が務めたと思われる。

### シケリア・ギリシア軍の編成
シケリアのギリシア軍の主力は、本土と同様に重装歩兵で、市民兵が中心であったが、ディオニュシオスはイタリアおよびギリシア本土から多くの傭兵を雇用した。騎兵は裕福な市民、あるいは傭兵を雇用した。一部市民は軽装歩兵（ペルタスト）として加わった。カンパニア傭兵はサムニウム兵もしくはエトルリア兵と同じような武装をしていた。ギリシア軍の標準的な戦法はファランクスであった。騎兵は裕福な市民、あるいは傭兵を雇用した。ディオニュシオスはまた、ヒミルコがシュラクサイに置き去りにしたイベリア傭兵を持っていた。イベリア兵は紫で縁取られた白のチュニックを着て、皮製の兜をかぶっていた。イベリア重装歩兵は、密集したファランクスで戦い、重い投槍と大きな盾、短剣を装備していた。

## 紀元前392年の作戦
カルタゴは紀元前409年、紀元前406年および紀元前397年に大規模な遠征軍をシケリアに送っていたが、これらの遠征では海岸近くの都市が対象となったため、海軍が戦闘、輸送において大きな役割を果たした。紀元前392年の遠征で海軍を派遣したかに関しては記録がなく、マゴが内陸に進軍したのは海上輸送力の不足のためかもしれない。マゴの主目的はディオニュシオスと同盟しているシケル人都市と交渉を行うことであり、シュラクサイを直接攻撃する意図はなかったと思われる。ディオニュシオスの支配下にあった多くのシケル人都市がカルタゴ側についたことは分かっているが、マゴの正確な進軍路は不明である。クリサス川近くのアギリオンの領域に入るまで、マゴにはほとんど問題は生じなかった。

## 戦線膠着
内陸部での作戦では海上補給は不可能であるため、カルタゴ陸軍は、その補給を陸上の補給拠点や同盟軍に依存していたと思われる。アギリオン領に入ったマゴは、アギリスにカルタゴ側に付くように説得することには失敗した。続いて、カルタゴ軍はギリシア軍の迎撃に動いたが、数的に劣勢なディオニュシオスは後退し、カルタゴ軍をアギリオンから離れるように誘導した。

### 持久戦略
後の第一次ポエニ戦争におけるハミルカル・バルカ、第二次ポエニ戦争におけるクィントゥス・ファビウス・マクシムスは、数に勝る敵に決戦を求めず、敵の近くに野営し、会戦をさけて小競り合いを続けるという戦略を取り、共に成功を収めている。紀元前406年のカルタゴ遠征軍に対しても、ギリシア軍はカルタゴ軍の補給線に対して嫌がらせ攻撃を続け、カルタゴ軍を崩壊寸前に追い込んだ（結果としては失敗したが）。カルタゴ軍に兵力で劣るディオニュシオスも同様な持久戦略をとった。ディオニュシオスはカルタゴ軍野営地の近くに野営はするが戦闘は行わず、シケル兵がカルタゴ軍補給線に対する嫌がらせ攻撃を行った。

### アギリス支援を提供
ディオニュシオスは個人的にアギリスを訪れ、将来のアギレオンの領土拡大とそれに必要とされる補給の提供を約束した後に、協力関係を確認した。アギリスは穀物とその他の必要な物資をギリシア軍野営地に送り、全軍を率いてディオニュシオスに合流した。ギリシア軍・シケリア軍を併せてもカルタゴ軍よりは劣勢であり、シケル軍がカルタゴ軍の補給部隊に対する嫌がらせ攻撃を行う間、ギリシア軍は固く動かなかった。戦場はシケル人の故郷の地であるため地理に詳しいシケル軍に有利であり、待ち伏せ攻撃や小競り合いを継続的に続けることによって、カルタゴ軍には補給不足が生じてきた。しかしながらこのような持久戦略は時間を必要とするという致命的な欠点もかかえていた。結局ディオニュシオスはその問題を克服することはできなかった。

### ディオニュシオス兵に背かれる
ギリシア軍は紀元前406年のアクラガス包囲戦と紀元前405年のゲラの戦いにおいて、カルタゴ軍を同様な状況に追い込んだが、結果としては何れも敗北していた。アクラガスでは自軍の補給艦隊がカルタゴ軍に鹵獲されたために自身の補給不足が生じ、ゲラでは持久戦に倦んだ兵士の要求に応えて決戦を挑んだが撃退された。紀元前397年のカタナにおいては、ディオニュシオスが決戦を拒否したために多くのシケリア・ギリシア兵が軍を離れた。また、同盟都市の兵だけではなく、シュラクサイ兵も紀元前405年と紀元前403年にその僭主に反抗し、ディオニュシオスは打倒寸前に追い込まれている。傭兵はそれだけ収入が増えるために長期戦を好んだが、ギリシア都市の市民兵は短期決戦を好んだ。今回もシュラクサイ市民兵は決戦を望んだが、ディオニュシオスがその要求を聞き入れないと、兵士たちは野営地を離れて故郷に戻っていった。

## 講和条約締結
市民兵の離脱を補うため、ディオニュシオスは奴隷を解放して武装させたが、それでも軍の規模は縮小しまた質的にも低下した。マゴがディオニュシオスの窮状を知っていたかは不明である。ディオニュシオスはカルタゴ軍の攻勢の可能性に対処するだけでなく、シケル人の裏切りも考慮に入れる必要があった。他方、マゴには3つのオプションがあった。即ち、講和、撤退、または決戦である。両軍ともに困難に直面しており、結局は講和交渉が開始された。

### 紀元前405年の講和条約の改定
ヒミルコとディオニュシオスは、カルタゴがアクラガス、ゲラ、カマリナ（現在のラグーザ県ヴィットーリアのスコグリッティ地区）を攻略・略奪した後の紀元前405年に講和を結んでいたが、カルタゴ軍がシュラクサイ攻撃を行わなかったのはペストの蔓延によるものであった。条約の内容は以下のようなものであった。
- カルタゴはシケリアのフェニキア人都市（モティア、パノルムス等）に対する完全な支配権を有する。エリミ人とシカニ人の都市はカルタゴの「勢力範囲」とする。
- ギリシア人は、セリヌス、アクラガス、カマリナ、ゲラに戻ることが許される。新しく建設されたテルマエ（現在のテルミニ・イメレーゼ）を含み、これらの諸都市はカルタゴに朝貢税を支払う。ゲラとカマリナの城壁の再建は許されない。
- シケル人都市、メッセネ（現在のメッシーナ）およびレオンティノイに対しては、カルタゴおよびシュラクサイ双方から影響を及ぼさない。
- ディオニュシオスがシュラクサイの支配者であることをカルタゴは承認する。
- 両軍ともに捕虜を解放し鹵獲した船舶を返却する。

紀元前392年のシケリアの政治状況は、紀元前405年とは大きく変わっていた。カルタゴはフェニキア人、エリミ人、シカニ人都市を支配していたが、カルタゴに朝貢税を納めていたギリシア都市はカルタゴから独立していた。ディオニュシオスはレオンティノイとメッセネを占領してシュラクサイの同盟国としていた。シケル人は分裂し、いくつかの都市はディオニュシオスと同盟し、タウロメニオンを含むいくつかの都市はカルタゴと同盟していた。ディオニュシオスとマゴの合意内容は明らかではないが、以下のようなものであると推定される。
- ディオニュシオスにシケル人都市の支配権を認める。したがって、ディオニュシオスがタウロメニオンを攻撃してもカルタゴはこれを妨害しない。
- カルタゴ領はハリカス川とヒメラ川以西とする。したがって、ギリシア人都市であるセリヌス、テルマエおよびアクラガス領の一部（ヘラクレア・ミノア）はカルタゴが支配する。シケリアのおよそ1/3はカルタゴが直接支配する。フェニキア人、エリミ人、シカニ人に対するカルタゴの支配は継続する。

カルタゴに朝貢税を払っていたアクラガス、ゲラ、カマリナに対する何らかの合意があったかは不明であるが、カルタゴはその後これら都市を奪還するような行動は起こしていない。

### 条約締結の理由
マゴもディオニュシオスもクリサス川で身動きがとれなくなってはいたが、それでも講和を行わず戦争を継続することはできた。しかしながら、以下のような理由から講和に至ったと思われる。
- 有利な結果が得られるまで戦いを継続した後の共和政ローマ[37]とは異なり、カルタゴはその商業活動が損なわれない限り、交渉を行いその条約を遵守する意思を持っていた。実際、第一次ヒメラの戦い以降70年間、カルタゴは条約を遵守してシケリアに介入しなかった。（逆に第三次ポエニ戦争の原因は、ローマがカルタゴの商業活動を阻害するような要求をカルタゴに突きつけたことである）
- ディオニュシオスは紀元前396年以来獲得した領土を確保できた。したがってそれ以上戦争を続ける理由はほとんどなかった。
- ディオニュシオスには資金が不足しており、傭兵の多くを解雇せざるを得なかった。カルタゴも傭兵に依存してはいたが、その資産はディオニュシオスより豊かであり[38]、カルタゴと長期戦を戦うことは難しかった。
- カルタゴと講和することにより、より容易な標的（イタリアのギリシア都市）に戦力を集中できる（18-19世紀の歴史学者にはディオニュシオスはギリシア文明を守るための十字軍として戦ったと評価するものもいるが、それは間違いである）。

## その後
講和条約が締結された後、マゴはカルタゴに戻りカルタゴ陸軍は解散された。カルタゴは地中海で戦争は起こさなかった。他方、ディオニュシオスは紀元前391年にタウロメニオンを無血占領し、シケル人住民に代えて自身の傭兵を入植させた。アギリスの支援に対してディオニュシオスがどのような返礼をしたかは不明である。反乱したシュラクサイ兵も条約締結前には軍に戻り、一旦は開放された奴隷は元の持ち主に返された。シケリアでの活動を終えた後、ディオニュシオスは紀元前390年にレギオンを攻撃した。この攻撃は失敗し、紀元前389年にも失敗した。しかし紀元前387年、ディオニュシオスはついにレギオンに勝利する。その3年後、ディオニュシオスはカルタゴとの戦争を再開するが、紀元前375年のクロニウム山の戦いに敗北して終了する。

## 参考資料
- Caven, Brian (1990). Dionysius I: War-Lord of Sicily. Yale University Press. ISBN 0-300-04507-7
- Church, Alfred J. (1886). Carthage (4th ed.). T. Fisher Unwin
- Freeman, Edward A. (1892). Sicily: Phoenician, Greek & Roman (3rd ed.). T. Fisher Unwin
- Freeman, Edward A. (1894). History of Sicily. IV. Oxford Press
- Kern, Paul B. (1999). Ancient Siege Warfare. Indiana University Publishers. ISBN 0-253-33546-9
- Lancel, Serge (1997). Carthage: A History. Blackwell Publishers. ISBN 1-57718-103-4
- Warry, John (1993) [1980]. Warfare in The Classical World: An Illustrated Encyclopedia of Weapons, Warriors and Warfare in the Ancient Civilisations of Greece and Rome. New York: Barnes & Noble. ISBN 1-56619-463-6

## その他文献
- Baker, G. P. (1999). Hannibal. Cooper Square Press. ISBN 0-8154-1005-0
- Bath, Tony (1992). Hannibal's Campaigns. Barnes & Noble. ISBN 0-88029-817-0